# 伊藤萌々香
伊藤 萌々香（いとう ももか、1997年〈平成9年〉12月15日 - ）は、日本の女優、歌手、ダンサー、タレント、元YouTuber。埼玉県富士見市出身。ライジングプロダクション所属（2022年まで）。
ダンスボーカルグループ・フェアリーズのメンバーとして2011年9月21日にデビュー、2020年にフェアリーズが活動を終了。

## 略歴
- 2011年、フェアリーズのメンバーとしてメジャーデビュー[4]。
- 2014年7月23日、シングル『Poker Face』でソロデビュー[5][6]。
- 2016年4月より1年間『Going!Sports&News』（日本テレビ系）のお天気キャスターを務めた[7]。
- 2017年4月15日より『もしもツアーズ』（フジテレビ）の週替わりレギュラーに抜擢。
- 2020年6月17日、一部メンバーの所属事務所との契約終了に伴いフェアリーズの活動が終了[8]。事務所には引き続き所属し、個人での活動に専念。なお、今後のフェアリーズの活動は未定であるが、解散はしないという[9]。
- 2020年8月12日、個人としてYouTubeチャンネル「伊藤萌々香_麻雀ハマり中」を開始し、YouTuberデビュー。初心者でも分かりやすい麻雀の解説動画などを投稿していたが、2021年2月28日、Twitterにて同チャンネルの終了を発表した[10]。
- 2022年7月1日、所属していた芸能事務所ライジングプロダクションを退社することを発表した[2]。
- 2022年9月9日、伊藤萌々香オフィシャルファンクラブを設立[11]。

- ミュージシャンとしてだけではなく、俳優としてもドラマや映画に出演するなど、幅広い活躍をしている。
- ドラマ・映画『咲-Saki-阿知賀編 episode of side-A』への出演をきっかけに麻雀にハマり、YouTuberとして麻雀の解説動画などを投稿していた。

## 作品

### シングル
|   | 発売日        | タイトル   | 最高位 | MV                                       |
| - | ------------- | ---------- | ------ | ---------------------------------------- |
| 1 | 2014年7月23日 | Poker Face | 16位   | ［PV］ 伊藤萌々香 / Poker Face - YouTube |

### その他
- 純愛 - フェアリーズのシングル「Mr.Platonic(伊藤萌々香ver.)」のカップリング曲

### 参加作品
| 発売日        | タイトル               | 備考                                                                         |
| ------------- | ---------------------- | ---------------------------------------------------------------------------- |
| 2018年1月17日 | 笑顔ノ花／春～spring～ | 「阿知賀女子学院麻雀部」名義。「咲-Saki-阿知賀編 episode of side-A」の主題歌 |

## 出演

### テレビ番組
- Going!Sports&News（2016年4月 - 2017年3月、日本テレビ） - 土曜お天気キャスター[7]
- もしもツアーズ（2017年4月15日 - 2022年9月、フジテレビ） - 週替わりレギュラー[注 1]
- スクール革命!（日本テレビ） - 生徒（準レギュラー）
- 元乃木坂46中田花奈の麻雀ガチバトル！かなりんのトップ目とれるカナ？ (2020年12月6日 - TBSチャンネル1) - ゲスト (第17・27・34・40回に出演。[13]番組のエンディングで「BLING BLING MY LOVE」(#17)、「White Angel」(#34)、「Beat Generation」(#40)を歌った。)
- ラヴィット！（TBSテレビ）- ロケゲスト（2021年8月12日）[14]
- 二軒目どうする?〜ツマミのハナシ〜 （テレビ東京）- ゲスト（2022年2月12日 #241）[15][16]

### テレビドラマ
- 咲-Saki-阿知賀編 episode of side-A（2017年12月 - 2018年1月、MBS・TBS） - 新子憧 役[17]
- 都立水商! ～令和～（2019年5月 - 6月、MBS・TBS） - 赤沢聖菜 役[18][19]
- ガールガンレディ（2021年4月 - 6月、MBS・TBS） - 薄井夏菜、薄井冬美 役[20]
- にぶんのいち夫婦（2021年6月 - 7月、テレビ東京） - 立川さとみ 役[21][22]
- 演じ屋 第1話 - 第2話（2021年7月 - 8月、WOWOW） - 佐野ミユ 役[23][24]
- 純愛ディソナンス 第1話 - 第3話・第9話（2022年7月・9月、フジテレビ） - 染谷結奈 役[25]

### 映画
- 咲-Saki-阿知賀編 episode of side-A（2018年1月20日、ティ・ジョイ） - 新子憧 役[17]

### 舞台
- スーパーダンガンロンパ2 THE STAGE 〜さよなら絶望学園〜2017（2017年3月16日 - 4月2日、東京 / 大阪） - 七海千秋 役[26]
- 雲のむこう、約束の場所（2018年4月20日 - 5月2日、東京 / 大阪） - 沢渡佐由理 役[27]
- 「ABSO-METAL」〜価値×時間＝幸せのメダル〜[28]（2019年9月4日 - 8日、東京） - ヴィヴィアン 役[29]
- 「ABSO-METAL2 〜群盲の逆襲〜」[30]（2021年2月10日 - 14日 東京）- ヴィヴィアン 役[31]
- 行先不明（2022年3月4日・5日、愛知 / 3月12日 - 21日、東京） - 安岡絵衣実 役[32][33] (ダイジェスト映像)
- 朗読劇「陰陽師」恋ぞつもりて篇 （2022年9月19日、東京）- 姫・鬼 役[34]
- teamキーチェーン 第19回本公演「ゆらりゆられ」（2023年11月8日 - 12日、吉祥寺シアター / 11月17日 - 19日、大阪市立芸術創造館）[35]
- 舞台『東京リベンジャーズ』- 聖夜決戦編 -（2023年12月22日 - 2024年1月8日、大阪 / 東京）- 佐野エマ 役[36]
  - 舞台『東京リベンジャーズ』- 天竺編 -（2024年8月29日[注 2] 31日 - 9月16日、大阪 / 東京）[37]

### CM
- 早稲田アカデミー
  - 「サッカー2012」篇（2012年）
  - 「アメフト」篇（2013年）
- ABCマート「冬靴祭」篇（2016年11月2日 - ）[38]

### スマホアプリ
- 週刊ジョージア「妄想カノジョ」（2015年3月30日、KADOKAWA）

## 書籍

### 写真集
- MOMOKA（2015年8月20日、ワニブックス、撮影：唐木貴央）ISBN 978-4847047763[39][注 3]
- MI1215（2017年8月28日、ワニブックス、撮影：桑島智輝）ISBN 978-4847049392[40]
- であい。（2021年6月10日、ワニブックス、撮影：遠藤優貴）ISBN 978-4847083662[1]